# Padul
Padul er en by og kommune i det sydøstlige Spanien i provinsen Granada. Den har et indbyggertal på 9.536 (2024) indbyggere.